# Carlos Alfredo Miguel Morales Troncoso
Carlos Alfredo Miguel Morales Troncoso (29 de septiembre de 1940 - 25 de octubre de 2014) fue un Ingeniero químico y político dominicano que ocupó el cargo de vicepresidente de la República (1986-1990 y 1990-1994), fue miembro del Partido Reformista Social Cristiano.

## Primeros años
Carlos Morales Troncoso era hijo de Eduardo Morales Avelino y de Altagracia Troncoso Sánchez (hija de Manuel de Jesús Troncoso, presidente de 1940 a 1942, durante la Era de Trujillo).
Se casó con Luisa Alba, con quien tuvo 4 hijas, Nicole, Ivette, Michele y Cecile y 11 nietos. Obtuvo los grados en dos disciplinas: ingeniería química y ingeniería del azúcar de la Universidad Estatal de Luisiana (Louisiana State University, LSU), en 1962 y 1963, respectivamente, y en 1982 se adjudicó un doctorado honoris causa en humanidades de la Universidad de Chicago, (Chicago University). Dentro de su labor en la industria azucarera, desarrolló una ardua y notable participación en la Gulf and Western Americas Corporation, más tarde Central Romana Corporation, de la cual fue presidente y formó el Consejo Estatal del Azúcar de la República Dominicana, el cual dirigió desde su presidencia.

## Carrera política
Fue miembro de la Junta Monetaria de la República Dominicana antes de convertirse en vicepresidente de la República Dominicana en 1986, al ganar su candidatura junto a Joaquín Balaguer que fue elegido presidente y continuó en ese papel hasta 1994. Además de su mandato como vicepresidente Constitucional de la República, también ocupó el cargo de embajador extraordinario y Plenipotenciario de la República Dominicana ante los Estados Unidos en Washington D. C. para el período 1989-1990. Desde 1994 hasta 1996, Troncoso fue el Ministro de Relaciones Exteriores de la República.
Él y los miembros de la Asesoría Presidencial Reformista regresaron al Partido Reformista Social Cristiano el 12 de diciembre de 2008. Fue presidente del Partido Reformista Social Cristiano del 9 de agosto de 2009 al 26 de enero de 2014.

## Libros
Troncoso ha sido autor de libros durante su carrera política, que incluyen De Lo Privado a Lo Público, que se centra en su trabajo en los sectores público y privado. 